# گورستان دم ژلو
گورستان دم ژلو مربوط به عصر مفرغ - دوره اشکانیان است و در شهرستان پل‌دختر، بخش مرکزی، دهستان ملاوی، ۱۵۰ متری جنوب روستای دم ژلو واقع شده و این اثر در تاریخ ۲۲ آبان ۱۳۸۶ با شمارهٔ ثبت ۲۰۱۱۳ به‌عنوان یکی از آثار ملی ایران به ثبت رسیده‌است.